# Geiselsberg (Olang)

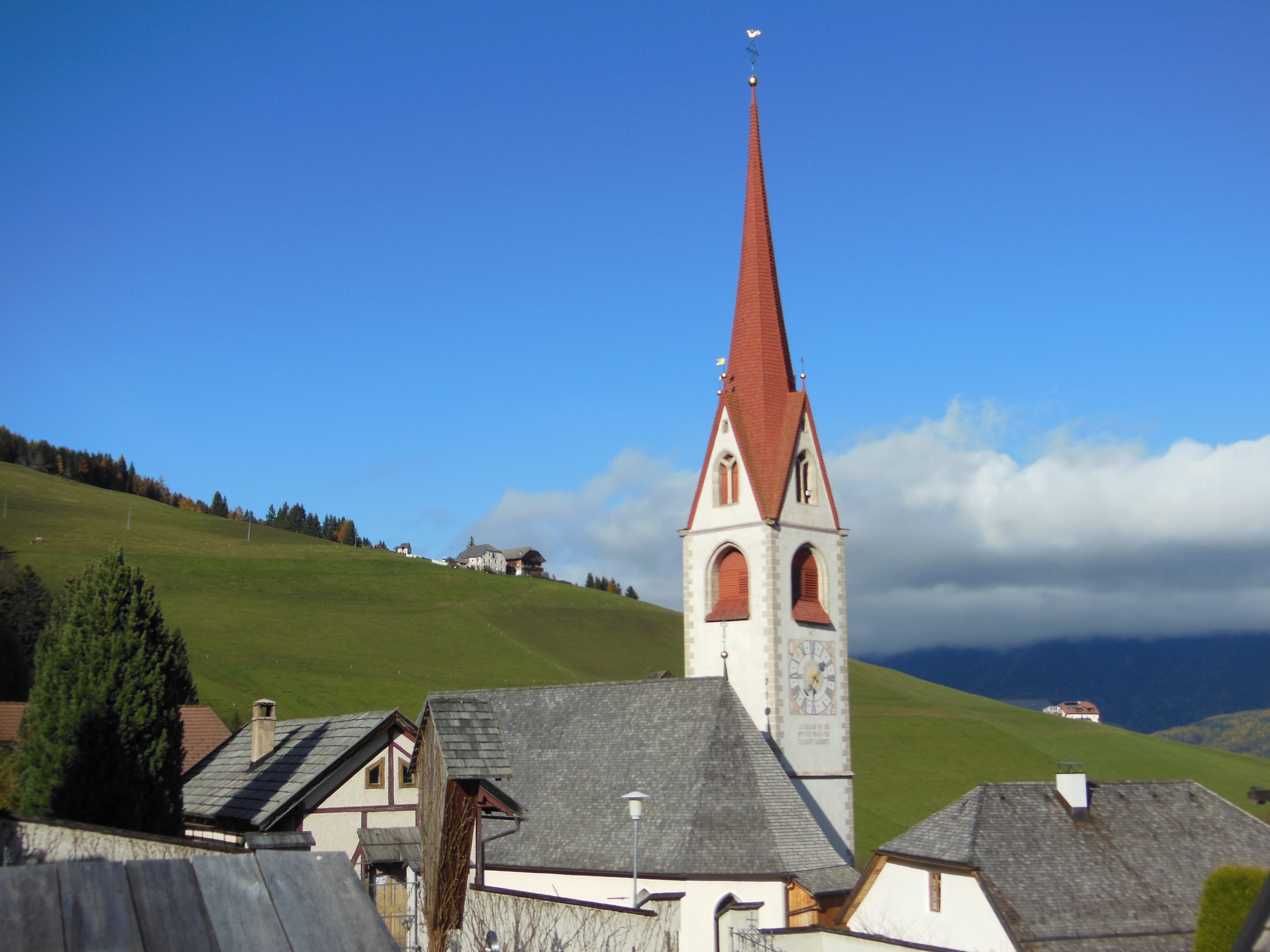
St. Wolfgang in Geiselsberg

Geiselsberg (italienisch und ladinisch Sorafurcia) ist eine Fraktion der Gemeinde Olang in Südtirol (Italien).
Die Örtlichkeit befindet sich im Pustertal an der Ostflanke des Kronplatz auf einer Höhe von etwa 1350 m, hat rund 400 Einwohner und verfügt über eine Eigenverwaltung.
Ersturkundlich wird die Örtlichkeit im Traditionsbuch des Hochstifts Brixen in den Jahren 1050–1065 als Gisilhartisberc genannt. Dabei könnte es sich um eine Namensprägung aus der frühen bajuwarischen Siedlungstätigkeit des 7. oder 8. Jahrhunderts handeln, und sie bedeutet „Berg eines Geiselhart“ oder eines „Geiselher“. Einer weiteren Theorie nach könnte sich der Name Gisilhartisberc aus den alt- bzw. mittelhochdeutschen Wörtern kisil/kisel („Kiesel, Kies, Schutt-, Geröllhalden“), hart („Wald, waldiger Höhenzug, Weidetrift“) und berc („Berghang“) zusammensetzen. Im Jahr 1455 kaufte der Brixner Bischof Nikolaus von Kues den oberhove am Geyselperg von Kaspar Rasner, dem damaligen Gerichtspfleger zu Neuhaus der Grafen von Görz.
Beachtlich ist die örtliche St.-Wolfgangs-Kirche, ein schlanker spätgotischer Bau mit eigenem Friedhof. Seit 1221 wird das Patronatsrecht vom Augustinerchorherrenstift Neustift bei Brixen ausgeübt. Ehemals Filialkirche von Niederolang, wurde das Gotteshaus nach seinem Um- und Neubau 1484 neu geweiht und ist seit 1785 eigene Kaplanei.
Bei Geiselsberg befindet sich auf einer Höhe von 1447 m das alte, heute teilweise verfallene Heilbad Bad Schartl, das während seines Brunecker Aufenthalts zwischen 1842 und 1845 häufig von Hermann von Gilm aufgesucht wurde.
Geiselsberg bildete administrativ lange Zeit eine eigene Oblei des Gerichts Alt-Rasen, ehe es 1840 mit den anderen Obleien Nieder-, Mitter-, Oberolang und Oberolang außer Dorf zur Gemeinde Olang vereinigt wurde.
In Geiselsberg gibt es eine Grundschule für die deutsche Sprachgruppe.

## Persönlichkeiten
- Markus Lanz (* 1969), TV-Moderator in Deutschland
- Hans Plaikner (1923–1964), Politiker

## Links
- Geiselsberg.com. Infos zu Geiselsberg und dessen Geschichte.